# Burnt Weeny Sandwich
Burnt Weeny Sandwich är ett musikalbum av Frank Zappa & The Mothers of Invention, utgivet 1970.
Albumet innehåller komplexa och orkestrala låtar. Exempel är "Holiday in Berlin, Full-Blown" och huvudnumret "Little House I Used To Live In", som även återfinns på albumet Fillmore East - June 1971. 
Låtarna innehåller också ovanliga taktarter, exempelvis går början av "Little House I Used to Live In"  i 11/8. 
"Igor's Boogie, Phase I" och "Igor's Boogie, Phase Two" är hyllningar till avant garde-kompositören Igor Stravinskij.

## Låtlista
Sida ett
1. "WPLJ" - 2:52
2. "Igor's Boogie, Phase I" - :36
3. "Overture to a Holiday in Berlin" - 1:27
4. "Theme from Burnt Weeny Sandwich" - 4:32
5. "Igor's Boogie, Phase Two" - :36
6. "Holiday in Berlin, Full-Blown" - 6:23
7. "Aybe Sea" - 2:46

Sida två
1. "Little House I Used to Live In" - 18:41
2. "Valarie" - 3:14